# Richard Düwell
Richard Hardy Düwell (* 26. April 1902 in Rostock; † 9. Oktober 1944 in Brandenburg an der Havel) war ein deutscher Journalist, Theaterkritiker, Rundfunkreporter, Dramaturg und Cheflektor beim Film während der Zeit des Nationalsozialismus.

## Leben
Der promovierte Düwell hatte in der Weimarer Republik als Journalist gearbeitet und sich bald auf die Theaterkritik spezialisiert. Mit der Machtergreifung durch die Nationalsozialisten 1933 wechselte er als Reporter zum Rundfunk. In der Folgezeit machte Düwell rasch Karriere in den vom NS-Staat kontrollierten Medien Funk, Fernsehen und Film.
Bei den Filmproduktionsfirmen TOBIS und UFA avancierte er schließlich zum Pressechef bzw. Cheflektor (Leiter der UFA-Stoffredaktion) und Dramaturg. In dieser Funktion stand er in engem Kontakt mit dem Reichsministerium für Volksaufklärung und Propaganda und dessen Minister Joseph Goebbels, um geplante Filmstoffe genehmigen zu lassen. Der um ein offenes Wort nicht verlegene Düwell geriet schließlich massiv in Konflikt mit seinem obersten Vorgesetzten.

„Genervt von den ständigen Bevormundungen (Filmzensur) durch die Goebbels-Behörde, soll er sich – entsprechend der (in einem Fernsehinterview aus dem Jahre 1979 wiedergegebenen) Erinnerung seines damaligen Vorgesetzten, des UFA-Produktionschefs und Regisseurs Wolfgang Liebeneiner – gegenüber einer Mitarbeiterin zu folgender (sinngemäßer) Äußerung hat hinreißen lassen: „Wer uns die Filme verbietet, ob Goebbels oder Churchill oder Stalin: das kommt ja für uns auf dasselbe hinaus“. Daraufhin denunziert, wurde Düwell im Mai 1944 auf Anweisung von Goebbels (Ankündigung vor Filmschaffenden laut Liebeneiner: „Wer so etwas sagt, verliert seinen Kopf“) verhaftet und wegen "staatsfeindlicher und defaitistischer Äußerungen" vom 1. Senat des Volksgerichtshofs unter Vorsitz des Blutrichters Roland Freisler am 28. August 1944 zum Tode verurteilt.“

Liebeneiner, als Filmfachmann von Goebbels durchaus geschätzt, versuchte seinen Einfluss zu nutzen und intervenierte augenblicklich beim Propagandaminister – vergeblich. Auch der Versuch, sich bei Adolf Hitler persönlich für Düwell zu verwenden, blieb ohne Erfolg. Das Todesurteil wurde am 9. Oktober desselben Jahres im Zuchthaus Brandenburg-Görden vollstreckt.

## Veröffentlichungen (Auszug)
- mit Hedda Westenberger, Georg K. Kalb, Dr. Heinz W. Siska u. a.: Streit um den Knaben Jo. Universum Film-A.G. (Hrsg.). Selbstverlag, 1937
- Der Einsame – Skizze um den Menschen Nicolai. In: Dem deutschen Meister Otto Nicolai. Ehrung durch Oper und Film. Eine Morgenveranstaltung des Deutschen Opernhauses Berlin und der Tobis Filmkunst am 22. September 1940. Herausgegeben von der Generalintendanz des Deutschen Opernhauses Berlin und der Tobis Filmkunst, verantwortl. für den Inhalt die Dramaturgen: R. H. Düwell (TOBIS), Karl Hermann Müller (Deutsches Opernhaus). Selbstverlag, Berlin 1940.